# Michaił Miszustin
Michaił Władimirowicz Miszustin (Михаи́л Влади́мирович Мишу́стин; ur. 3 marca 1966 w Łobni) – rosyjski urzędnik państwowy, ekonomista, inżynier i finansista. Od stycznia 2020 premier Federacji Rosyjskiej.

## Życiorys

### Wczesne życie i edukacja
Urodził się 3 marca 1966 w Łobni pod Moskwą w rodzinie Władimira Moisjejewicza i Luizy Michajłownej. Ojciec, Władimir Moisjejewicz (urodzony w 1939 na Białorusi w Połocku) pracował w KGB, jako pracownik służby bezpieczeństwa lotniska Szeremietiewo. Po odejściu ze służby pracował jako przewodnik wycieczek w muzeum Aerofłotu, umiejscowionym na terytorium lotniska Szeremietiewo. W tym muzeum Władimir Miszustin opowiadał uczniom o radzieckim lotnictwie. Władimir Moisjejewicz pochodził z rodziny żydowsko-rosyjskiej. Matka, Luiza Michajłowna pochodzi z rodziny ormiańskiej, pracowała w placówce medycznej.
W 1989 roku ukończył Московский станкоинструментальный институт (Moskiewski Instytut Obrabiarek i Narzędzi), obecnie pod nazwą Московский государственный технологический университет «СТАНКИН» (Moskiewski Państwowy Uniwersytet Technologiczny „STANKIN”). Uzyskał w wyniku nauki wykształcenie w specjalności systemy projektowania wspomaganego komputerowo i został inżynierem inżynierii systemów. W 1992 roku ukończył aspiranturę na swej Alma Mater.
Po zakończeniu studiów, w okresie 1992-95 pracował jako dyrektor laboratorium testowego MKK, w okresie 1995-96 jako zastępca dyrektora pol. Międzynarodowego Klubu Komputerowego, państwowej, publicznej organizacji non-profit. MKK zajmował się integracją rosyjskiej i zagranicznej techniki komputerowej oraz pozyskaniem nowoczesnej zagranicznej techniki informacyjnej. W 1998 roku rozpoczął pracę jako nadzorca informatyczny w moskiewskim urzędzie skarbowym, gdzie odpowiadał za przeprowadzanie procesu przepływu dokumentów. W latach 1999–2004 służył jako wiceminister ds. podatków w kilku rządach. W 2006 roku rozpoczął pracę jako główny zarządca służb katastralnych w Ministerstwie Rozwoju Gospodarczego Federacji Rosyjskiej. W 2003 r. Miszustin w Rosyjskiej Akademii Ekonomicznej imieniem G.W.Plechanowa obronił dysertację pol. „Mechanizm państwowego administrowania podatkowego w Rosji” i uzyskał stopień kandydata nauk ekonomicznych. W 2010 roku w Akademii Gospodarki Narodowej przy Rządzie Federacji Rosyjskiej broniąc dysertację pol. „Strategia kształtowania opodatkowania majątkowego w Rosji” uzyskał stopień doktora nauk ekonomicznych. W okresie 18 grudnia 2006 r. – 29 lutego 2008 r. Kierownik Federalnej Agencji Zarządzania Specjalnymi Strefami Ekonomicznymi. W latach 2008–2010 pracował w sektorze prywatnym, prezes ОФГ Инвест (nazwa międzynarodowa) UFG Capital Partners i partner zarządzający UFG Asset Management, funduszu inwestycyjnego.

### Federalna Służba Podatkowa
W 2010 r. stanął na czele Federalnej Służby Podatkowej (ros. Федеральная налоговая служба). Swoją kadencję rozpoczął od działań mających na celu zniwelowanie wyłudzeń podatku VAT.
Powołanie Miszustina na stanowisko wywołało optymizm rosyjskich przedsiębiorców, którzy liczyli na to, że jego doświadczenie i znajomość rosyjskiej gospodarki sprawi, że będzie on bardziej przyjazny dla sektora prywatnego od swoich poprzedników. Często musiał walczyć jednak z oskarżeniami o zbyt surowe podejście do prywatnych przedsiębiorstw.
Zapowiedział, że zamierza w miarę możliwości wprowadzić usługi elektroniczne oraz komputeryzację Służby w ramach walki z korupcją. Poza informatyzacją Służba pod kierownictwem Miszustina wdrożyła również nowoczesne standardy obsługi podatników. Dla wygody obywateli wydłużono godziny pracy urzędów, a w 2015 otworzono pierwsze w Rosji państwowe centrum pomocy podatkowej. Podczas przewodzenia Federalnej Służbie Podatkowej zyskał wśród rosyjskich mediów miano dobrego administratora oraz technokraty.

### Premier Rosji

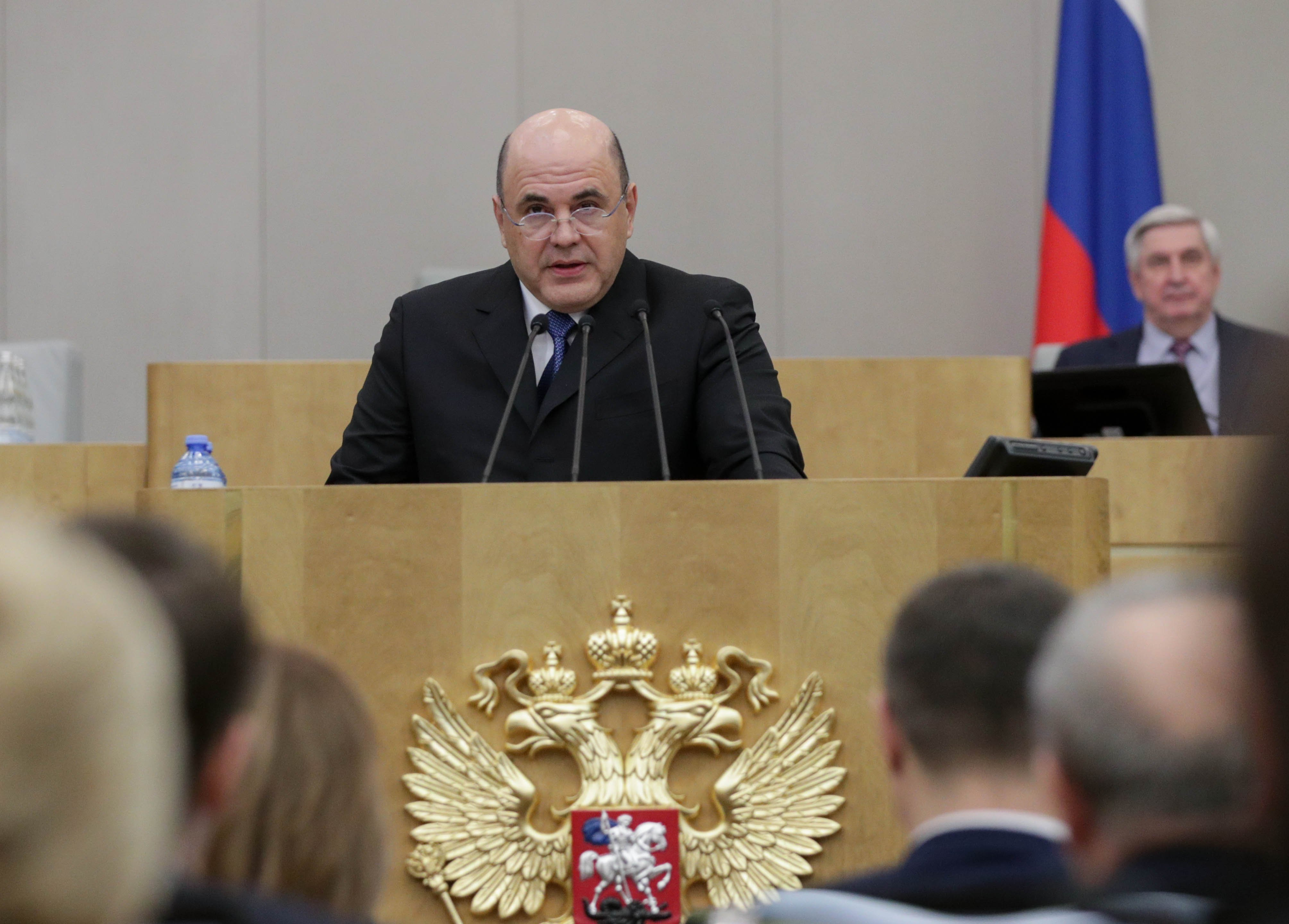
Michaił Miszustin podczas przesłuchania w Dumie, 16 stycznia 2020

15 stycznia 2020, po rezygnacji Dmitrija Miedwiediewa, Prezydent Federacji Rosyjskiej Władimir Putin desygnował go na urząd premiera Federacji Rosyjskiej. Dzień później Duma Państwowa Federacji Rosyjskiej zatwierdziła jego kandydaturę. Tego samego dnia prezydent Rosji powołał dekretem Miszustina na stanowisko premiera.
Pierwszy raz podczas głosowania nie było przeciwnych kandydatowi na ten urząd.
| Partia                                    | Członkowie | Za  | Przeciwko | Wstrzymali się | Nieobecni | Inne |
| ----------------------------------------- | ---------- | --- | --------- | -------------- | --------- | ---- |
| Zjednoczona Rosja                         | 341        | 326 | 0         | 0              | 15        |      |
| Komunistyczna Partia Federacji Rosyjskiej | 43         | 0   | 0         | 41             | 2         |      |
| LDPR                                      | 40         | 39  | 0         | 0              | 1         |      |
| Sprawiedliwa Rosja                        | 23         | 17  | 0         | 0              | 6         |      |
| Rodina                                    | 1          | 1   | 0         | 0              | 0         |      |
| Platforma Obywatelska                     | 1          | 0   | 0         | 0              | 1         |      |
| Wszystkie partie                          | 449        | 383 | 0         | 41             | 25        | 1    |

28 stycznia 2020 Aleksiej Nawalny opublikował film, w których oskarża Michaiła Miszustina o korupcję obejmującą miliardy rubli. 30 stycznia 2020 r. na kanale Nawalnego pojawił się kolejny film o schematach korupcyjnych Miszustina.
30 kwietnia 2020 roku, w trakcie pandemii COVID-19 w Rosji, Michaił Miszustin jako urzędujący premier został zdiagnozowany pozytywnie jako nosiciel wirusa SARS-CoV-2. Tego samego dnia jego obowiązki przejął Andriej Biełousow.

## Życie prywatne
Jest żonaty z Władleną Jurjewną, ma trzech synów: Aleksjeja, Aleksandra i Michaiła. Ma młodszą siostrę, Nataliję Władimirowną Stjeninę. Interesuje się sportem, gra w hokeja na lodzie. Jest członkiem Rady Nadzorczej klubu HK CSKA Moskwa. Gra na pianinie.

## Odznaczenia
- Krzyż Wielki Order Gwiazdy Włoch (Włochy, 2020, odebrany w 2022)[37][38]